# Czyżowice (województwo śląskie)
Czyżowice – wieś w Polsce położona w województwie śląskim, w powiecie wodzisławskim, w gminie Gorzyce. Jest to jedna z większych wsi powiatu wodzisławskiego (ponad 3300 mieszkańców), położona kilka kilometrów od Wodzisławia, na południu Polski (ok. 14 km od przejścia granicznego w Chałupkach).
W Czyżowicach znajdują się m.in. kościół pod wezwaniem Chrystusa Króla, kapliczki i krzyże, ośrodek zdrowia, szkoła podstawowa, gimnazjum, ochotnicza straż pożarna, klub sportowy „Naprzód Czyżowice”, Gminny Dom Kultury, przystanek kolejowy (linia Wodzisław – Chałupki), strefa przemysłowa, liczne sklepy i bary, restauracje i domy przyjęć, tereny leśne i biwakowe.

## Historia
Pierwsza wzmianka sięga pośrednio do drugiej połowy XII wieku. Z pierwszych wzmianek wynika, że w Czyżowicach istniały trzy domostwa z 16 mieszkańcami.
W 1515 r. Czyżowice stają się własnością Państwa Stanowego Wodzisław.
W 1772 roku datuje się pierwszy szczegółowy opis Czyżowic, który mówi o tym, że wieś Czyżowice leży 3/4 mili od Wodzisławia, 834 stopy n. p. m., posiada 27 gospodarstw chłopskich, 22 zagrodników i chałupników, 6 komorników i 183 mieszkańców, wszyscy zobowiązani do robót i danin dla pana. Czyżowice zawsze należały do właściciela Wodzisławia.
Osiem lat później w 1780 r. w Czyżowicach naliczono 25 siodłaków, 14 zagrodników, 4 chałupników tj. 43 gospodarstwa oraz młyn Pawelec.
W 1826 roku wieś liczyła w 66 domach 370 osób, a cztery lata później już 571 mieszkańców, 75 zagród, 1 przysiółek, 1 nadleśnictwo i 1 młyn. Czyżowice należały wówczas do Rejencji Opolskiej, wyższy sąd krajowy znajdował się w Raciborzu, a poczta w Wodzisławiu.
Następna wzmianka pochodzi z 1861, mówi ona o 700 mieszkańcach, w tym 4 ewangelików, 10 powyżej 70 lat, 1 pow. 80 lat. W 145 gospodarstwach domowych i 118 domach mieszkalnych, 1 młyn wodny, 58 innych budynków związanych z rolnictwem. Mieszkańcy mówili wyłącznie dialektem śląskim języka polskiego. Topograficzny opis Górnego Śląska z 1865 roku notując stosunki ludnościowe na terenie wsi wylicza – „Die Einwohnerschaft besteht aus 141 Haushaltungen mit 678 nur polnisch Sprechenden (...).”, czyli w tłumaczeniu na język polski „Ludność składa się ze 141 gospodarstw domowych z 678 osobami tylko polskojęzycznymi”.
W 1873 r. w Czyżowicach powstała pierwsza szkoła podstawowa. Nowy budynek szkoły podstawowej został wybudowany w 1912 roku.
W latach 1884–1886 budowano kolej na odcinku Wodzisław – Chałupki, która została zbudowana przez Spółkę Akcyjną „Wilhelmsbahn”. Pierwszy pociąg przejechał przez Czyżowice 1 października 1886 roku.
W plebiscycie w 1921 r. większość mieszkańców Czyżowic opowiedziało się po stronie polskiej, a część nawet wzięła udział w powstaniach śląskich w latach 1919–1921. W 1922 roku Czyżowice włączono do Polski, a w 1935 r. wieś ostatecznie została zelektryfikowana.
We wrześniu 1939 roku wieś zajęli Niemcy i okupacja niemiecka wiązała się z licznymi szykanami ludności polskiej, szczególnie na propolskich działaczach i byłych powstańcach, aż do 1945 roku. Po zajęciu Czyżowic przez wojsko sowieckiej Armii Czerwonej w styczniu 1945 mieszkańcy doświadczali rabunków, gwałtów, a nawet wywózek.
Od 1 stycznia 1946 roku włączona zostaje do gminy wiejskiej Wodzisław Śląski do kiedy gmina została zniesiona 29 września 1954 roku. W latach 1954–1972 wieś należała i była siedzibą władz gromady Czyżowice.
W latach 1975–1998 miejscowość położona była w województwie katowickim.
Obecnie Czyżowice są najludniejszą miejscowością gminy Gorzyce. Bliskie sąsiedztwo Wodzisławia i jednocześnie brak szczególnie ruchliwych ulic powoduje, że są atrakcyjne pod względem budownictwa jednorodzinnego; pomimo ujemnego przyrostu naturalnego ludność Czyżowic stale rośnie.

## Sport
Przed wojną istniały w Czyżowicach dwa zespoły – Robotniczy Klub Sportowy i Oddziały Młodzieży Powstańczej. Jeden z nich zajął nawet wicemistrzostwo Okręgu Rybnickiego w lekkiej atletyce.
Po wojnie powstał LZS, który aż do lat siedemdziesiątych grał w rozgrywkach C oraz B klasy.
Po raz pierwszy awans do A klasy LZS „Naprzód” Czyżowice wywalczył w 1975 roku i grał w niej przez dziesięć lat, kiedy to spadł do B klasy. Następnie aż do 2001 roku grał w B klasie (z wyjątkiem sezonu 1994/95 w A klasie).
W 2001 roku nastąpił awans do A klasy, a po dwóch latach po raz pierwszy w historii klubu, LKS „Naprzód” Czyżowice awansował do ligi okręgowej (okręg Katowice grupa III), w której gra obecnie.
W klubie działa również sekcja Skata Sportowego, którego zawodnicy biorą udział w rozgrywkach ligowych.
W Czyżowicach powstał także po 2000 roku Klub Hokeja Stołowego. Jego zawodnicy zdobywają medale na zawodach rangi Mistrzostw Europy.